# Tuenno
Tuenno és un antic municipi italià, dins de la província de Trento. L'any 2007 tenia 2.347 habitants. Limitava amb els municipis de Campodenno, Cles, Cunevo, Denno, Dimaro, Flavon, Molveno, Nanno, Ragoli, Spormaggiore, Tassullo i Terres.
L'1 de gener 2016 es va fusionar amb els municipis de Tassullo i Nanno creant així el nou municipi de Ville d'Anaunia, del qual actualment és una frazione.

## Administració
| Període | Identitat       | Partit        |
| ------- | --------------- | ------------- |
| 2005-   | Pietro Leonardi | Llista cívica |